# شهرداری آمبرولائوری
شهرداری آمبرولائوری (به لاتین: Ambrolauri Municipality) یکی از شهرداری‌های گرجستان است که در راچا-لچخومی و کومو سوانتی واقع شده‌است. شهرداری آمبرولائوری ۱٬۱۴۲ کیلومتر مربع مساحت و ۹٬۱۳۹ نفر جمعیت دارد.